# Arrecife Kingman
El Arrecife Kingman (Kingman Reef  en inglés) es uno de los catorce territorios no incorporados de los Estados Unidos de América. Posee una superficie terrestre de 0,03 kilómetros cuadrados (sin incluir la laguna).

## Historia
En 1789 fue descubierto por el capitán Edmund Fanning , que estuvo a punto de encallar. La posición fue fijada en 1853, por el estadounidense W.E. Kingman del Shooting Star, que dejó su nombre, aunque también se la ha conocido como Danger Rock.
El 10 de mayo de 1922, Lorrin A. Thurston fue el primero en izar la bandera estadounidense en el atolón antes de leer una proclamación de anexión.
El 29 de diciembre de 1934, la Armada de los Estados Unidos asumió la jurisdicción sobre el arrecife Kingman. Fue visitado por William T. Miller, en representación de la Oficina de Comercio Aéreo de los EE. UU., en 1935. En 1937, Pan American Airways aterrizó un hidroavión Sikorsky Clipper en la laguna durante su primer vuelo desde Hawái a la Samoa Americana. La laguna fue utilizada en 1937 y 1938 como estación intermedia entre Hawái y Samoa Americana por los hidroaviones de Pan American Airways (Sikorsky S-42B).
Pan Am quería ampliar los vuelos hacia el Pacífico e incluir a Australia y Nueva Zelanda en sus rutas aéreas "Clipper". En 1935 se decidió que la laguna del Arrecife Kingman era adecuada para las paradas nocturnas en la ruta de los EE. UU. a Nueva Zelanda vía Samoa. Kingman Reef se convirtió en la escala hacia y desde Pago Pago, Samoa Americana, situada 2600 km más al sur. Un barco de abastecimiento, el North Wind, estaba estacionado en el arrecife Kingman para proporcionar combustible, alojamiento y comidas. El S42B Pan American Clipper II, llamado Samoan Clipper y pilotado por el capitán Edwin Musick, aterrizó en Kingman en su primer vuelo el 23 de marzo de 1937.
Siguieron varios vuelos exitosos, pero el vuelo del 11 de enero de 1938 terminó en tragedia. Poco después del despegue temprano en la mañana de Pago Pago, con destino a Nueva Zelanda, el Clipper explotó. El motor externo derecho había desarrollado una fuga de aceite y el avión estalló en llamas mientras descargaba combustible; no hubo sobrevivientes. Como resultado de la tragedia, Pan Am puso fin a los vuelos a Nueva Zelanda a través de Kingman Reef y Pago Pago. En julio de 1940 se estableció una nueva ruta a través de la isla de Cantón y Nueva Caledonia. A finales de los años 30, Pan American planeó anclar un hotel flotante en Kingman y usar el arrecife como  parada para sus hidroaviones en su camino hacia Nueva Zelanda, pero la idea fue abandonada.
El 14 de febrero de 1941, el presidente Franklin D. Roosevelt emitió la Orden Ejecutiva 8682 para crear zonas de defensa naval en los territorios del Pacífico central. La proclamación estableció la "Zona marina defensiva del arrecife de Kingman", que abarcaba las aguas territoriales entre las marcas de altura extrema y los límites marinos de tres millas que rodeaban el atolón. También se estableció la "Reserva del espacio aéreo naval de Kingman" para restringir el acceso al espacio aéreo sobre la zona marítima de defensa naval. Sólo se permitía a los barcos y aviones del gobierno de los Estados Unidos entrar en las áreas de defensa naval en el arrecife Kingman, a menos que el Secretario de la Marina lo autorizara.

## Geografía
Mide 0,03 km² de superficie, situado en el océano Pacífico norte, aproximadamente a medio camino entre Hawái y Samoa Americana. Forma parte del conjunto de las Islas de la Línea. 
Es la frontera norte de la línea de islas del Pacífico y un territorio no incorporado de los Estados Unidos administrado en Washington D. C. por la Marina de los Estados Unidos, El arrecife está cerrado al público, ya que las autoridades estadounidenses no permiten la visita de este territorio. 
.
Su elevación máxima de 1 metro sobre el nivel del mar, y el hecho de que la mayor parte del tiempo esté húmedo o inundado, hacen del Arrecife Kingman un peligro marítimo. No tiene recursos naturales, está deshabitado, y no genera ningún tipo de actividad económica. El arrecife contiene una profunda laguna interior que fue usada en 1937 y 1938 como  estación intermedia entre Hawái y la Samoa Americana por los hidroaviones de la aerolínea Pan American World Airways

## Política y Gobierno
El arrecife de Kingman tiene el estatus de un territorio no incorporado de los Estados Unidos, administrado desde Washington, D.C. por el Departamento del Interior de los Estados Unidos. El atolón está cerrado al público. Para fines estadísticos, Kingman Reef se agrupa como parte de las Islas Ultramarinas Menores de los Estados Unidos. En enero de 2009, el Arrecife Kingman fue designado monumento nacional marino.
Los nombres anteriores al siglo XX de Arrecife Danger, Arrecife Caldew, Banco María y Banco Crane se refieren a este atolón, que para entonces estaba completamente sumergido en la marea alta. 
El arrecife Kingman es considerado como un equivalente de un condado por la Oficina del Censo de los Estados Unidos. Con sólo 0,01 millas cuadradas (0,03 kilómetros cuadrados) de tierra, el Arrecife Kingman es el condado o equivalente de condado más pequeño por superficie de tierra en los Estados Unidos.

## Ecología

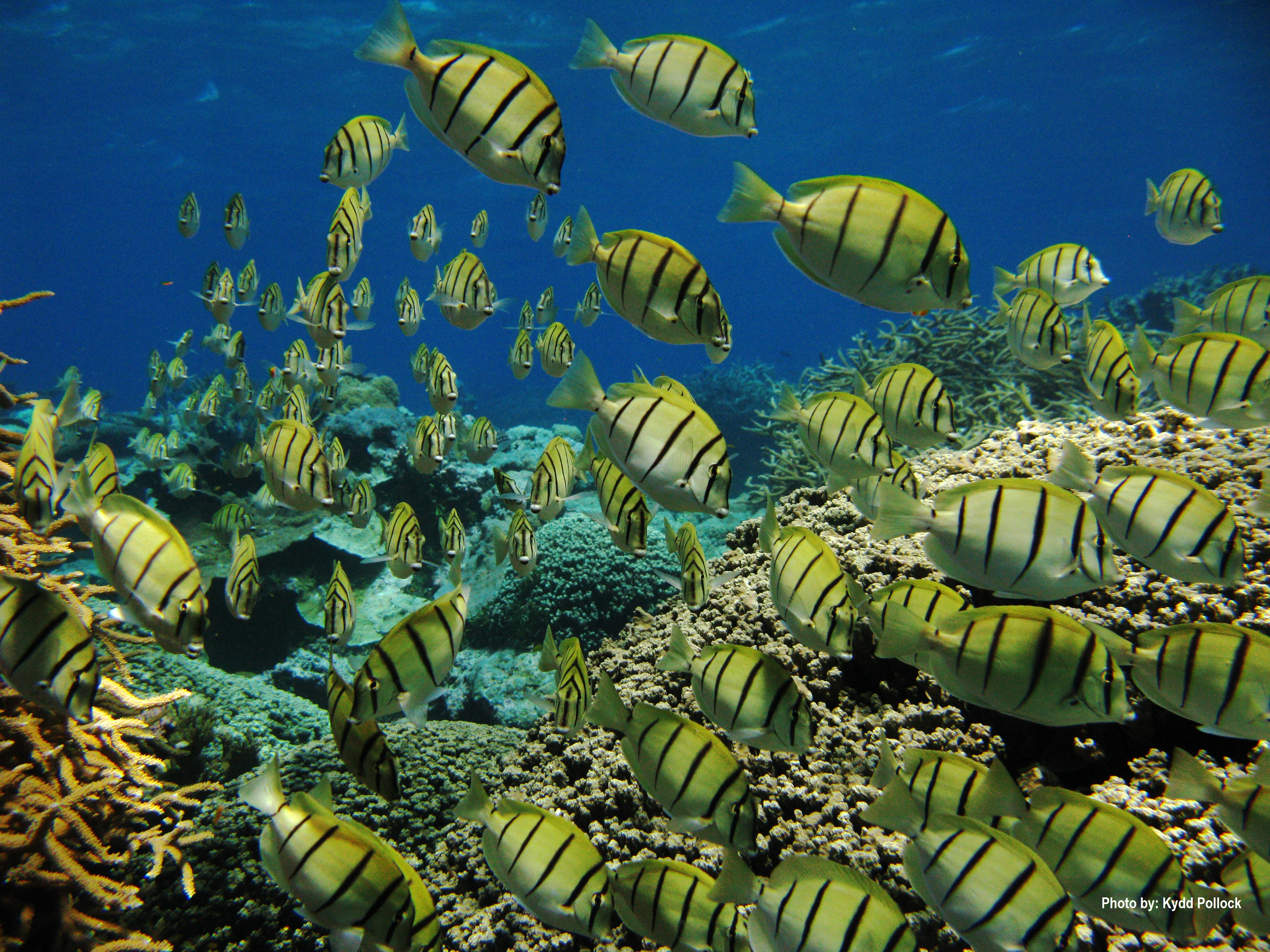
grupo de peces Acanthurus triostegus (pez cirujano convicto o Manini) en el Arrecife

El arrecife Kingman alberga una gran variedad de vida marina. Las almejas gigantes son abundantes en los bajíos, y hay aproximadamente 38 géneros y 130 especies de corales pétreos presentes en el arrecife. Esto es más del triple de la diversidad de especies de corales que se encuentran en las principales islas hawaianas. El ecosistema del arrecife y su posterior cadena alimentaria son conocidos por la cualidad distintiva de basarse principalmente en los depredadores. Los tiburones constituyen el 74% de la biomasa de depredadores más importante (329 g-m-2) en el arrecife de Kingman y el 57% en el atolón de Palmyra (97 g-m-2), y se ha observado un bajo número de tiburones en Tabuaeran y Kiritimati.
El porcentaje de la biomasa total de peces en el arrecife está compuesto por un 85% de depredadores en el ápice, lo que crea un alto nivel de competencia por los alimentos y los nutrientes entre los organismos locales, en particular los tiburones, los jureles y otros carnívoros. Las amenazadas tortugas marinas verdes que frecuentan el cercano atolón de Palmyra viajan al arrecife de Kingman para alimentarse y tomar el sol en los escupitajos de coral durante la marea baja.
Sin embargo, por encima del nivel del mar, el arrecife suele ser estéril en cuanto a macroorganismos. Construido principalmente con esqueletos de coral muertos y secos, que sólo proporcionan calcita como fuente de nutrientes, las pequeñas y estrechas franjas de tierra firme sólo son habitadas por un puñado de especies durante cortos períodos de tiempo. La mayor parte de la flora que comienza a crecer sobre el agua -principalmente los cocoteros- muere rápidamente debido a las feroces mareas y a la falta de recursos necesarios para mantener la vida vegetal.

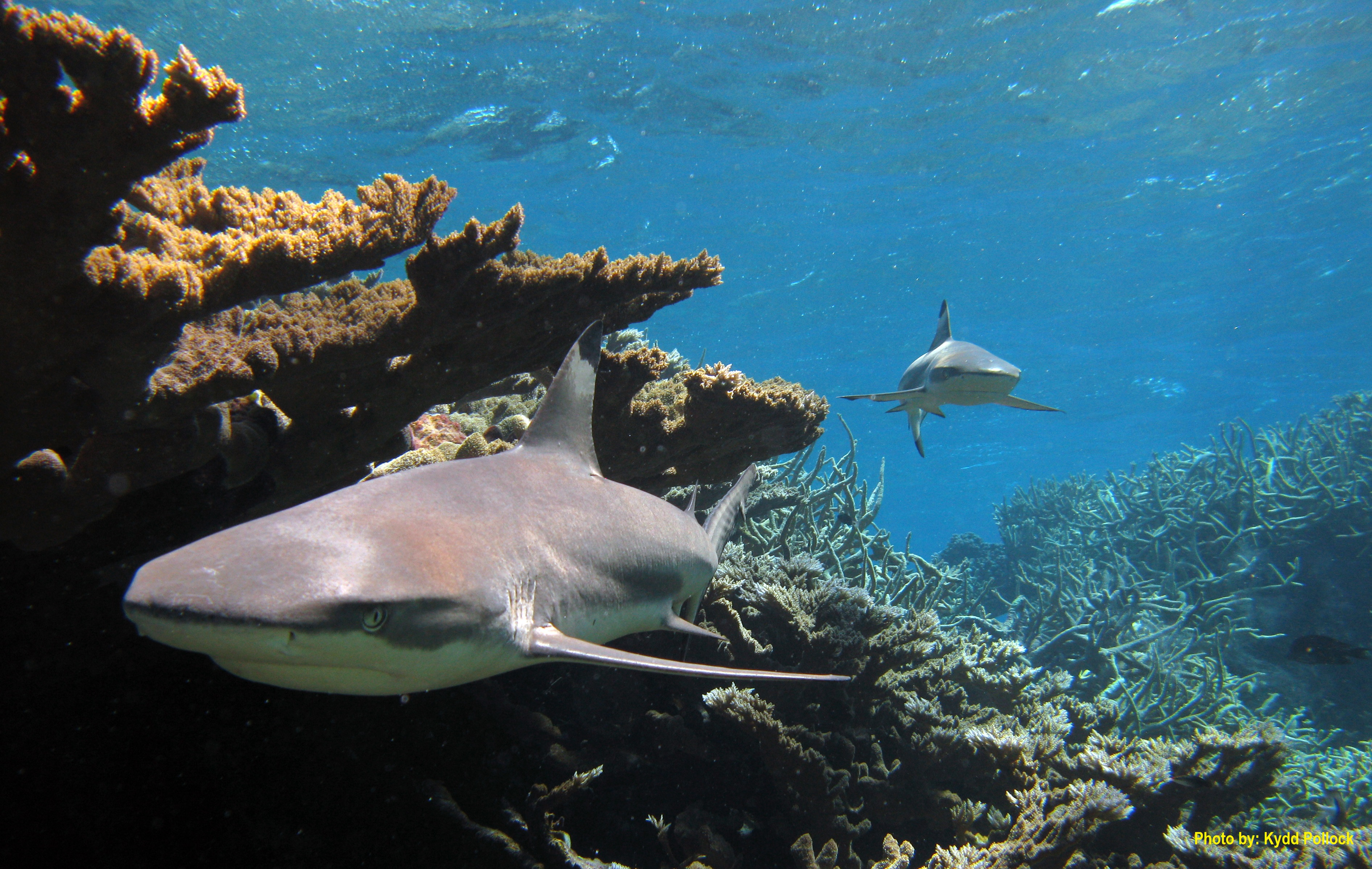
Tiburones cruzando el arrecife de Kingman

### Refugio Nacional de Vida Silvestre
El 1 de septiembre de 2000, la Armada cedió su control sobre el arrecife Kingman al Servicio de Pesca y Vida Silvestre de los Estados Unidos. El 18 de enero de 2001 el Secretario del Interior Bruce Babbitt creó el Refugio Nacional de Vida Silvestre del Arrecife Kingman durante sus últimos días en el cargo con la Orden del Secretario 3223. Está compuesto por los promontorios de coral emergentes y todas las aguas hasta 12 millas náuticas (22 km). Aunque sólo hay 3 acres (0,012 km²) de tierra, 483.754 acres (1.957,68 kilómetros cuadrados) de superficie de agua están incluidos en el Refugio. Junto con otras seis islas, el arrecife fue administrado como parte del Complejo de Refugios Nacionales de Vida Silvestre de las Islas Remotas del Pacífico. En enero de 2009, esa entidad fue elevada a Monumento Nacional Marino de las Islas Remotas del Pacífico por el presidente George W. Bush.